# Джабуа, Геронтий Виссарионович
Геронтий Виссарионович Джабуа (1921 год, село Натанеби, Озургетский уезд, Кутаисская губерния, Российская империя — дата смерти неизвестна, село Натанеби, Махарадзевский район, Грузинская ССР) — бригадир колхоза имени Берия Натанебского сельсовета Махарадзевского района, Грузинская ССР. Герой Социалистического Труда (1948).

## Биография
Родился в 1921 году в крестьянской семье в селе Натанеби (ныне — в Озургетском муниципалитете края Гурия). Получил начальное образование. Трудился в местной сельскохозяйственной артели, которой руководил его старший брат Василий Виссарионович Джабуа.
В декабре 1941 году призван в Красную Армию по мобилизации. Воевал в составе 735-го стрелкового полка 30-й стрелковой дивизии. Участвовал в обороне Севастополя. Получил тяжёлое ранение. После демобилизации возвратился в родную деревню, где продолжил трудиться в колхозе имени Берия Махарадзевского района (позднее — колхоз имени Берия Махарадзевского района, в 1953 году колхоз был награждён Орденом Ленина, позднее после объединения — колхоз имени Ленина Махарадзевского района).
В 1947 году бригада под его руководством собрала в среднем с каждого гектара 83,02 центнера кукурузы с участка площадью 6 гектаров. Указом Президиума Верховного Совета СССР от 21 февраля 1948 года удостоен звания Героя Социалистического Труда за «получение высоких урожаев кукурузы и пшеницы в 1947 году» с вручением ордена Ленина и золотой медали «Серп и Молот».
Этим же Указом званием Героя Социалистического Труда были также награждены труженики колхоза его старший брат Василий Виссарионович Джабуа и руководство Махарадзевского района.
За выдающиеся трудовые результаты по итогам 1948 года был награждён вторым Орденом Ленина.
Жена Лола Ираклиевна Джабуа.
В 1973 году вышел на пенсию. Персональный пенсионер союзного значения. Проживал в родном селе Натанеби. Дата смерти 1995 июнь.
Награды
- Герой Социалистического Труда
- Орден Ленина — дважды (1948; 29.08.1949)
- Орден Трудового Красного Знамени (23.07.1951)
- Орден Отечественной войны 1 степени (11.03.1985)
- Медаль «За боевые заслуги» (06.11.1947)
- Медаль «За оборону Севастополя» (22.12.1942)